# Мохаммедалі Гераеї
Мохаммедалі Гераеї (перс. محمدعلی گرایی; нар. 21 травня 1994, Шираз) — іранський борець греко-римського стилю, дворазовий бронзовий призер чемпіонатів світу, дворазовий срібний та бронзовий призер чемпіонатів Азії, чемпіон Азійських ігор, триразовий бронзовий призер Кубку світу, чемпіон Всесвітніх ігор військовослужбовців, чемпіон Ігор ісламської солідарності, учасник Олімпійських ігор.

## Життєпис
Боротьбою почав займатися з 2000 року. На чемпіонаті світу 2019 року Мохаммедалі Гераеї здобув бронзову нагороду, що гарантувало йому ліцензію на участь в літніх Олімпійських іграх 2020 року в Токіо. У липні 2021 року національний тренер Ірану з греко-римської боротьби Мохаммед Бана оголосив, що Гераеї буде капітаном збірної Ірану з греко-римської боротьби на цій Олімпіаді.
Виступає за борцівський клуб Тахті, Шираз. Тренер — Рахім Гіві.

### Родина
Його молодший брат Мохаммед Реза Гераеї чемпіон Азії, бронзовий призер Азійських ігор. Теж виступав на літніх Олімпійських іграх 2020 року в Токіо у ваговій категорії до 67 кг і став олімпійським чемпіоном.

## Спортивні результати на міжнародних змаганнях

### Виступи на Олімпіадах
| Змагання                    | Збірна | Вагова категорія                 | Місце |
| --------------------------- | ------ | -------------------------------- | ----- |
| Літні Олімпійські ігри 2020 | Іран   | греко-римська боротьба, до 77 кг | 5     |

### Виступи на Чемпіонатах світу
| Змагання                        | Збірна | Вагова категорія                 | Місце  |
| ------------------------------- | ------ | -------------------------------- | ------ |
| Чемпіонат світу з боротьби 2017 | Іран   | греко-римська боротьба, до 71 кг | Бронза |
| Чемпіонат світу з боротьби 2018 | Іран   | греко-римська боротьба, до 72 кг | 9      |
| Чемпіонат світу з боротьби 2019 | Іран   | греко-римська боротьба, до 77 кг | Бронза |
| Чемпіонат світу з боротьби 2021 | Іран   | греко-римська боротьба, до 77 кг | Бронза |
| Чемпіонат світу з боротьби 2022 | Іран   | греко-римська боротьба, до 77 кг | 16     |
| Чемпіонат світу з боротьби 2023 | Іран   | греко-римська боротьба, до 77 кг | 18     |

### Виступи на Чемпіонатах Азії
| Змагання                       | Збірна | Вагова категорія                 | Місце  |
| ------------------------------ | ------ | -------------------------------- | ------ |
| Чемпіонат Азії з боротьби 2015 | Іран   | греко-римська боротьба, до 66 кг | Срібло |
| Чемпіонат Азії з боротьби 2018 | Іран   | греко-римська боротьба, до 77 кг | Срібло |
| Чемпіонат Азії з боротьби 2019 | Іран   | греко-римська боротьба, до 77 кг | Бронза |

### Виступи на Азійських іграх
| Змагання           | Збірна | Вагова категорія                 | Місце  |
| ------------------ | ------ | -------------------------------- | ------ |
| Азійські ігри 2018 | Іран   | греко-римська боротьба, до 77 кг | Золото |

### Виступи на Кубках світу
| Змагання                    | Збірна | Вагова категорія                 | Місце  |
| --------------------------- | ------ | -------------------------------- | ------ |
| Кубок світу з боротьби 2015 | Іран   | греко-римська боротьба, до 66 кг | Бронза |
| Кубок світу з боротьби 2017 | Іран   | греко-римська боротьба, до 71 кг | Бронза |

### Виступи на Всесвітніх іграх військовослужбовців
| Змагання                                | Збірна | Вагова категорія                 | Місце  |
| --------------------------------------- | ------ | -------------------------------- | ------ |
| Всесвітні ігри військовослужбовців 2015 | Іран   | греко-римська боротьба, до 71 кг | Золото |

### Виступи на Чемпіонатах світу серед військовослужбовців
| Змагання                                                  | Збірна | Вагова категорія                 | Місце  |
| --------------------------------------------------------- | ------ | -------------------------------- | ------ |
| Чемпіонат світу з боротьби серед військовослужбовців 2016 | Іран   | греко-римська боротьба, до 71 кг | Бронза |

### Виступи на Іграх ісламської солідарності
| Змагання                          | Збірна | Вагова категорія                 | Місце  |
| --------------------------------- | ------ | -------------------------------- | ------ |
| Ігри ісламської солідарності 2017 | Іран   | греко-римська боротьба, до 71 кг | Золото |

### Виступи на інших змаганнях
| Змагання                                     | Збірна | Вагова категорія                 | Місце  |
| -------------------------------------------- | ------ | -------------------------------- | ------ |
| Кубок Ядегара Імама 2013                     | Іран   | греко-римська боротьба, до 55 кг | 9      |
| Кубок Ядегара Імама 2014                     | Іран   | греко-римська боротьба, до 59 кг | 17     |
| Кубок Тахті 2015                             | Іран   | греко-римська боротьба, до 66 кг | Срібло |
| Гран-прі FILA 2015                           | Іран   | греко-римська боротьба, до 66 кг | 5      |
| Кубок Владислава Пітласинські 2015           | Іран   | греко-римська боротьба, до 66 кг | 8      |
| Клубний чемпіонат світу з боротьби 2015      | Іран   | команда                          | 5      |
| Кубок Тахті 2016                             | Іран   | греко-римська боротьба, до 66 кг | 5      |
| Золотий Гран-прі з боротьби 2016             | Іран   | греко-римська боротьба, до 75 кг | 14     |
| Клубний чемпіонат світу з боротьби 2016      | Іран   | команда                          | Золото |
| Кубок Тахті 2017                             | Іран   | команда                          | Золото |
| Клубний чемпіонат світу з боротьби 2017      | Іран   | команда                          | Золото |
| Кубок Тахті 2018                             | Іран   | греко-римська боротьба, до 77 кг | Золото |
| Гран-прі Угорщини з боротьби 2018            | Іран   | греко-римська боротьба, до 67 кг | Срібло |
| Турнір Г. Картозія і В. Балавадзе 2018       | Іран   | греко-римська боротьба, до 77 кг | Срібло |
| Кубок Тахті 2019                             | Іран   | греко-римська боротьба, до 77 кг | Золото |
| Турнір Г. Картозія і В. Балавадзе 2019       | Іран   | греко-римська боротьба, до 77 кг | Срібло |
| Київський Міжнародний турнір з боротьби 2021 | Іран   | греко-римська боротьба, до 77 кг | Золото |
| Кубок Владислава Пітласинські 2022           | Іран   | греко-римська боротьба, до 77 кг | 5      |
| Відкритий чемпіонат Загреба з боротьби 2023  | Іран   | греко-римська боротьба, до 77 кг | Золото |
| Турнір К. У. Кожомкула і Р. Санатбаєва 2023  | Іран   | греко-римська боротьба, до 77 кг | Золото |